# Liste der Kreisstraßen im Westerwaldkreis
Die Liste der Kreisstraßen im Westerwaldkreis ist eine Auflistung der Kreisstraßen im rheinland-pfälzischen Westerwaldkreis.

## Abkürzungen
- K: Kreisstraße
- L: Landesstraße

## Liste
Die Kreisstraßen behalten die ihnen zugewiesene Nummer in der Regel nicht bei einem Wechsel in einen anderen Landkreis oder in eine kreisfreie Stadt. Nicht vorhandene bzw. nicht nachgewiesene Kreisstraßen werden in Kursivdruck gekennzeichnet, ebenso Straßen und Straßenabschnitte, die unabhängig vom Grund (Herabstufung zu einer Gemeindestraße oder Höherstufung) keine Kreisstraßen mehr sind. 
Der Straßenverlauf wird in der Regel von Nord nach Süd und von West nach Ost angegeben.
| Nr.   | Verlauf |
| ----- | --- |
| K 1   | K 2 – Seeburg – K 138 – L 303 |
| K 2   | L 292 in Steinebach an der Wied – K 24 – Schmidthahn – K 1 – L 303 in Dreifelden                                                                                  |
| K 3   | (K 153 im Landkreis Neuwied) – Kreisgrenze – K 135 – K 4 in Freirachdorf – K 5 in Mündersbach                                                                     |
| K 4   | L 268 in Roßbach – Kreisgrenze – (K 154 im Landkreis Neuwied) – Kreisgrenze – Freirachdorf – K 3 – L 305 in Herschbach                                            |
| K 5   | L 268 in Roßbach – K 3 – in Mündersbach |
| K 6   | K 10 in Welkenbach – in Höchstenbach |
| K 8   | L 303/L 288 in Lochum – Rotenhain – K 61 – K 71 – Bellingen – K 72 – – Langenhahn – L 288                                                                         |
| K 9   | – Borod – L 265 in Mudenbach |
| K 10  | L 268 in Roßbach – Welkenbach – K 6 – – Winkelbach – Laad – Niederhattert – Mittelhattert – Oberhattert – K 13 – – K 19 in Müschenbach                            |
| K 11  | Hütte – |
| K 13  | K 10 in Oberhattert – in Hachenburg |
| K 14  | Giesenhausen – L 290 – Kroppach – L 265 – Heuzert – K 15 – K 19 in Astert                                                                                         |
| K 15  | K 14 in Heuzert – Marzhausen – L 265 in Mudenbach |
| K 16  | L 289 in Burbach – K 17 – Stein-Wingert – L 290 |
| K 17  | Alhausen – K 16 |
| K 18  | Kundert – L 265 |
| K 19  | L 265 – Heimborn – K 20 – Astert – K 14 – Müschenbach – K 10 – K 21                                                                                               |
| K 20  | K 19 – Limbach – Streithausen – K 21 – Atzelgift – L 281 – Luckenbach – L 288                                                                                     |
| K 21  | K 20 in Streithausen – L 288 – Kloster Marienstatt – K 19 – |
| K 24  | L 288 in Hachenburg – Gehlert – Langenbaum – K 2 |
| K 26  | (K 113 im Landkreis Altenkirchen (Westerwald)) – Kreisgrenze – Mörlen – K 27 – L 287 – Norken –                                                                   |
| K 27  | K 26 in Mörlen – Neunkhausen – L 287 – K 28 – Langenbach bei Kirburg – K 29 – L 285                                                                               |
| K 28  | (K 112 im Landkreis Altenkirchen (Westerwald)) – Kreisgrenze – K 27 in Neunkhausen                                                                                |
| K 29  | (K 111 im Landkreis Altenkirchen (Westerwald)) – Kreisgrenze – K 27 in Langenbach bei Kirburg                                                                     |
| K 31  | – Lautzenbrücken – K 32 – Kreisgrenze – (K 109 im Landkreis Altenkirchen (Westerwald))                                                                            |
| K 32  | K 31 in Lautzenbrücken – |
| K 34  | – Hof – K 36 – Stein – K 35 – Neukirch – L 296 |
| K 35  | K 34 in Stein – Salzburg – Oberroßbach – K 36 – L 295 in Niederroßbach                                                                                            |
| K 36  | K 34 in Hof – Oberroßbach – K 35 – in Zehnhausen bei Rennerod |
| K 37  | L 296 in Bretthausen – Willingen – L 297 – |
| K 38  | L 297 in Löhnfeld – Weißenberg – K 39 – Landesgrenze – (K 80 im Lahn-Dill-Kreis, Hessen)                                                                          |
| K 39  | L 296 in Liebenscheid – K 38 in Weißenberg |
| K 40  | /L 297 in Nister-Möhrendorf – Waigandshain – K 41 – Homberg – |
| K 41  | in Emmerichenhain – K 40 in Waigandshain |
| K 43  | K 40 in Homberg – |
| K 45  | in Rehe – Landesgrenze – (K 77 im Lahn-Dill-Kreis, Hessen) |
| K 46  | L 298 in Westernohe – K 47 in Oberrod |
| K 47  | (K 86 im Lahn-Dill-Kreis, Hessen) – Landesgrenze – Oberrod – K 46 – L 298 in Elsoff (Westerwald)                                                                  |
| K 48  | L 299 – Hüblingen – K 50 in Mittelhofen |
| K 50  | L 298 in Elsoff (Westerwald) – Mittelhofen – K 48 – L 299 in Neunkirchen                                                                                          |
| K 51  | K 54 in Hellenhahn-Schellenberg – Seck – L 300 – Irmtraut – L 299                                                                                                 |
| K 52  | K 54 in Stahlhofen am Wiesensee – Winnen – L 300 – L 302 in Gemünden                                                                                              |
| K 54  | L 295 – Neustadt/Westerwald – Hellenhahn-Schellenberg – – K 51 – Pottum – K 56 – Stahlhofen am Wiesensee – K 55 – K 52 – L 294 in Hergenroth                      |
| K 55  | K 56 in Höhn – K 54 in Stahlhofen am Wiesensee |
| K 56  | L 293 – Hardt – K 66 – Langenbach – L 294 – Großseifen – K 59 – K 58 – Höhn – K 57 – – K 55 – K 54 in Pottum                                                      |
| K 57  | L 293 in Nisterau – K 58 – Fehl-Ritzhausen – L 295 – K 56 in Höhn                                                                                                 |
| K 58  | K 56/K 59 in Großseifen – Stockhausen-Illfurth – L 295 – K 57 |
| K 59  | L 295 – Eichenstruth – K 56/K 58 in Großseifen |
| K 60  | – L 293 |
| K 61  | in Kirburg – Bölsberg – Stangenrod – L 293 – Unnau – Nistertal – K 66 – K 64 – L 281 – Enspel – K 65 – Todtenberg – Rotenhain – K 8 – K 71 – Wölferlingen – L 304 |
| K 62  | Dehlingen – L 288 in Alpenrod |
| K 63  | K 67 in Hirtscheid – L 281 |
| K 64  | K 61 in Nistertal – K 65 in Dreisbach |
| K 65  | K 61 in Enspel – Stockum-Püschen – K 71 – K 72 – Dreisbach – K 64 – L 294 – Neuhochstein – K 70 – Schönberg – Höhn –                                              |
| K 66  | K 61 in Nistertal – Hardt – K 56 – L 293 in Zinhain |
| K 67  | K 63 in Hirtscheid – L 281 |
| K 70  | L 294 in Hahn bei Marienberg – K 65 |
| K 71  | K 8/K 61 in Rotenhain – L 281 – K 65 in Stockum-Püschen |
| K 72  | K 65 in Stockum-Püschen – K 8 in Bellingen |
| K 73  | L 304 – Himburg – Rothenbach – – K 74 – K 86 – Kaden – Kölbingen – K 74 – K 89 – K 90 – L 288                                                                     |
| K 74  | K 73 – Brandscheid – K 73 in Kölbingen |
| K 75  | L 304 – Weidenhahn – L 303 – K 76 – – K 107 in Düringen |
| K 76  | K 75 in Weidenhahn – Kuhnhöfen – K 78 – |
| K 77  | L 303 in Ewighausen – K 78 in Blaumhöfen |
| K 78  | L 303 – Niedersayn – Blaumhöfen – K 80 – K 77 – Karnhöfen – Kuhnhöfen – K 76 – K 79 – Arnshöfen – in Obersayn                                                     |
| K 79  | K 78 – Etzelbach |
| K 80  | K 78 in Blaumhöfen – Sainerholz – K 81 – K 176 in Oberahr |
| K 81  | K 80 in Sainerholz – Ötzingen – L 267 – K 142 – K 144 |
| K 82  | L 300 in Moschheim – Bannberscheid – K 146 (– Abzweig zur L 300) – K 145 in Staudt                                                                                |
| K 83  | K 176 in Oberahr – – K 84 in Meudt |
| K 84  | – Hahn am See – – Ehringhausen – K 85 – Meudt – K 83 – L 300 – K 101 in Dahlen                                                                                    |
| K 85  | – K 84 in Ehringhausen |
| K 86  | – K 73 – Kaden – Härtlingen – K 87 in Elbingen |
| K 87  | in Hahn am See – Elbingen – K 86 – Mähren – |
| K 89  | K 73 in Kölbingen – K 90 in Sainscheid |
| K 90  | K 73 – Sainscheid – K 89 – L 300 |
| K 92  | L 300 in Willmenrod – L 302 – Wengenroth – L 302 in Berzhahn |
| K 95  | L 302 in Willmenrod – Weltersburg – K 97 – K 96 – L 300 – Wahnscheid                                                                                              |
| K 96  | L 300 – K 95 – Salz – L 316 – K 98 – /L 315 in Wallmerod |
| K 97  | K 95 in Weltersburg – Girkenroth – L 316 in Salz |
| K 98  | Bilkheim – K 96 |
| K 99  | L 315 in Berod bei Wallmerod – L 314 in Steinefrenz |
| K 100 | L 315 – Zehnhausen bei Wallmerod |
| K 101 | L 315 – Dahlen – K 84 – Ruppach-Goldhausen – K 153 – L 318 in Großholbach                                                                                         |
| K 103 | L 300 – Ruppach-Goldhausen – K 153 – in Heiligenroth |
| K 107 | L 304 in Wölferlingen – K 75 in Düringen |
| K 113 | (K 84 im Landkreis Mayen-Koblenz) – Kreisgrenze – Simmern – K 115 – – Neuhäusel (– Abzweig nach Eitelborn) – K 114 –                                              |
| K 114 | /L 309 – Neuhäusel – K 113 – Kadenbach – Kreisgrenze – (K 105 im Rhein-Lahn-Kreis)                                                                                |
| K 115 | K113 in Simmern – L 309 |
| K 116 | K 117 – Kammerforst – K 120 – K 118 – Faulbach – K 119 – Hundsdorf – K 127 – L 307 in Ransbach                                                                    |
| K 117 | K 118 in Alsbach – Bahnhof Grenzau – K 116 – L 307 |
| K 118 | L 306 – Alsbach – K 117 – K 116 |
| K 119 | K 120 – K 116 in Faulbach |
| K 120 | K 116 in Kammerforst – K 119 – Hilgert – K 121 – L 307 |
| K 121 | K 120 in Hilgert – L 307 in Hilgert |
| K 122 | L 306 – K 123 in Caan |
| K 123 | K 122 in Caan – L 306 in Nauort |
| K 125 | Sessenbach – L 306 – K 118 – Wirscheid |
| K 126 | L 307 in Baumbach – K 149 – L 312 in Elgendorf |
| K 127 | L 306 – K 116 in Ransbach |
| K 128 | L 304 in Breitenau – L 306 – Wittgert – L 313 in Oberhaid |
| K 131 | L 306 in Sessenhausen – L 304 in Ellenhausen |
| K 132 | L 313 – Nordhofen – K 133 – L 267/L 305 |
| K 133 | K 132 in Nordhofen – L 307 – Vielbach – L 267 |
| K 136 | L 304 in Selters (Westerwald) – Goddert – L 305 – Maxsain – K 137 – L 304                                                                                         |
| K 137 | L 292 in Schenkelberg – Hartenfels – K 138 – K 136 in Maxsain |
| K 138 | K 137 in Hartenfels – Steinen – – K 1 |
| K 140 | L 303 – Niederdorf – L 267 in Helferskirchen |
| K 142 | K 81 in Ötzingen – Leuterod – K 143 – K 144 – L 300 – Wirges – K 145 – L 313                                                                                      |
| K 143 | L 303/L 313 in Siershahn – Hosten – K 142 in Leuterod |
| K 144 | K 142 in Leuterod – K 81 – Moschheim – L 300 |
| K 145 | K 142 – K 148 – Staudt – K 82 – K 146 – |
| K 146 | K 82 in Bannberscheid – K 145 |
| K 148 | L 312 in Dernbach – L 313 – K 145 in Staudt |
| K 149 | L 312 in Dernbach – K 126 |
| K 153 | K 103 in Ruppach-Goldhausen – K 101 in Ruppach-Goldhausen |
| K 154 | L 318 – L 317 – K 156 – Obererbach – K 160 – K 158 – Hundsangen – – Landesgrenze – (K 339 im Landkreis Limburg-Weilburg, Hessen)                                  |
| K 156 | Dreikirchen – K 154 – Niedererbach – Landesgrenze – (K 346 im Landkreis Limburg-Weilburg, Hessen)                                                                 |
| K 157 | Wirzenborn – L 313 |
| K 158 | L 317 in Weroth – K 154 |
| K 160 | K 156 in Obererbach – Landesgrenze – (K 344 im Landkreis Limburg-Weilburg, Hessen)                                                                                |
| K 161 | L 313 – Heilberscheid – K 165 – K 162/K 163 |
| K 162 | K 161/K 163 – Nomborn – L 318 |
| K 163 | K 161/K 162 – Nentershausen – L 317 – L 318 – Niedererbach – L 325                                                                                                |
| K 165 | K 161 – Heilberscheid – Kreisgrenze – (K 17 im Rhein-Lahn-Kreis)                                                                                                  |
| K 166 | (K 4 im Rhein-Lahn-Kreis) – Kreisgrenze – K 173 – K 171 – Untershausen – L 326 – Stahlhofen – K 167 – Kreisgrenze – (K 18 im Rhein-Lahn-Kreis)                    |
| K 167 | L 326 in Daubach – K 166 in Stahlhofen |
| K 168 | Montabaur – Niederelbert – L 327 – L 326 in Holler |
| K 169 | L 329 – L 327 in Oberelbert |
| K 171 | K 166 – K 172 – L 326 in Horbach |
| K 172 | K 171 – L 326 – Gackenbach – L 325 |
| K 173 | L 330 – K 166 – Hübingen – L 326 |
| K 174 | L 325 in Dies – Kreisgrenze – (K 20 im Rhein-Lahn-Kreis) |